# Taiwanese presidentsverkiezingen 2012
De Taiwanese presidentsverkiezingen 2012, officieel de presidents- en vicepresidentsverkiezingen in de Republiek China genoemd, werden op 14 januari 2012 gehouden op Taiwan. Zittend president Ma Ying-jeou van de Kwomintang (KMT) werd herkozen voor een tweede termijn van vier jaar. Met ruim 51% van de stemmen versloeg hij zijn rivaal Tsai Ing-wen van de Democratische Progressieve Partij (DPP).

## Achtergrond
De presidentskandidaten en hun vicepresidentskandidaten worden gezamenlijk gekozen voor een termijn van vier jaar, door middel van een relatieve meerderheid. De winnaar is de kandidaat met het hoogste aantal stemmen.
De president deelt zijn uitvoerende macht met de premier, die fungeert als het hoofd van het kabinet, de Uitvoerende Yuan. De premier wordt benoemd door de president, maar kan met een motie van wantrouwen worden ontslagen door het Taiwanese parlement, de Wetgevende Yuan. Er is grondwettelijk geen duidelijke scheiding tussen de bevoegdheden van de president en die van de premier.
Deze verkiezingen zijn de vijfde directe verkiezingen sinds 1996. Daarvoor werden de president en vicepresident indirect gekozen door de Nationale Assemblée.
De regering van de Republiek China claimt formeel het gezag over het vasteland van China en enkele grondgebieden daarbuiten. In werkelijk heeft zij alleen het gezag over het eiland Taiwan en enkele omringende eilanden. Ondanks dat de verkiezingen dus plaatsvinden in de Republiek China, worden zij in feite slechts gehouden op het grondgebied dat daadwerkelijk onder gezag staat van de Republiek China.

## Uitslag
| Partij                        | Partij                        | Partij                                       | Kandidaat                     | Kandidaat                     | Kandidaat                     | Kandidaat                     | Stemmen    | %      | Gekozen |
| Partij                        | Partij                        | Partij                                       | President                     | President                     | Vicepresident                 | Vicepresident                 | Stemmen    | %      | Gekozen |
| ----------------------------- | ----------------------------- | -------------------------------------------- | ----------------------------- | ----------------------------- | ----------------------------- | ----------------------------- | ---------- | ------ | ------- |
|                               |                               | Democratische Progressieve Partij 民主進步黨 |                               | Tsai Ing-wen 蔡英文           |                               | Su Jia-chyuan 蘇嘉全          | 6.093.578  | 45,63% |         |
|                               |                               | Kwomintang 中國國民黨                        |                               | Ma Ying-jeou 馬英九           |                               | Wu Den-yih 吳敦義             | 6.891.139  | 51,60% |         |
|                               |                               | People First Party 親民黨                    |                               | James Soong 宋楚瑜            |                               | Lin Ruey-shiung 林瑞雄        | 369.588    | 2,77%  |         |
| Totaal aantal geldige stemmen | Totaal aantal geldige stemmen | Totaal aantal geldige stemmen                | Totaal aantal geldige stemmen | Totaal aantal geldige stemmen | Totaal aantal geldige stemmen | Totaal aantal geldige stemmen | 13.354.305 | 100%   |         |
| Ongeldige stemmen             | Ongeldige stemmen             | Ongeldige stemmen                            | Ongeldige stemmen             | Ongeldige stemmen             | Ongeldige stemmen             | Ongeldige stemmen             | 97.711     |        |         |
| Stemgerechtigden & Opkomst    | Stemgerechtigden & Opkomst    | Stemgerechtigden & Opkomst                   | Stemgerechtigden & Opkomst    | Stemgerechtigden & Opkomst    | Stemgerechtigden & Opkomst    | Stemgerechtigden & Opkomst    | 18.086.455 | 74,38% |         |